# Kirrberg
Kirrberg település Franciaországban, Bas-Rhin megyében. Lakosainak száma 156 fő (2022. január 1.). Kirrberg Bettborn, Fénétrange, Hellering-lès-Fénétrange, Postroff, Romelfing, Baerendorf és Gœrlingen községekkel határos.

## Népesség
A település népességének változása:
| Lakosok száma | 182  | 179  | 172  | 157  | 146  | 147  | 147  | 146  | 156  |
|               | 2013 | 2015 | 2016 | 2017 | 2018 | 2019 | 2020 | 2021 | 2022 |